# Sebastián Lerdo de Tejada

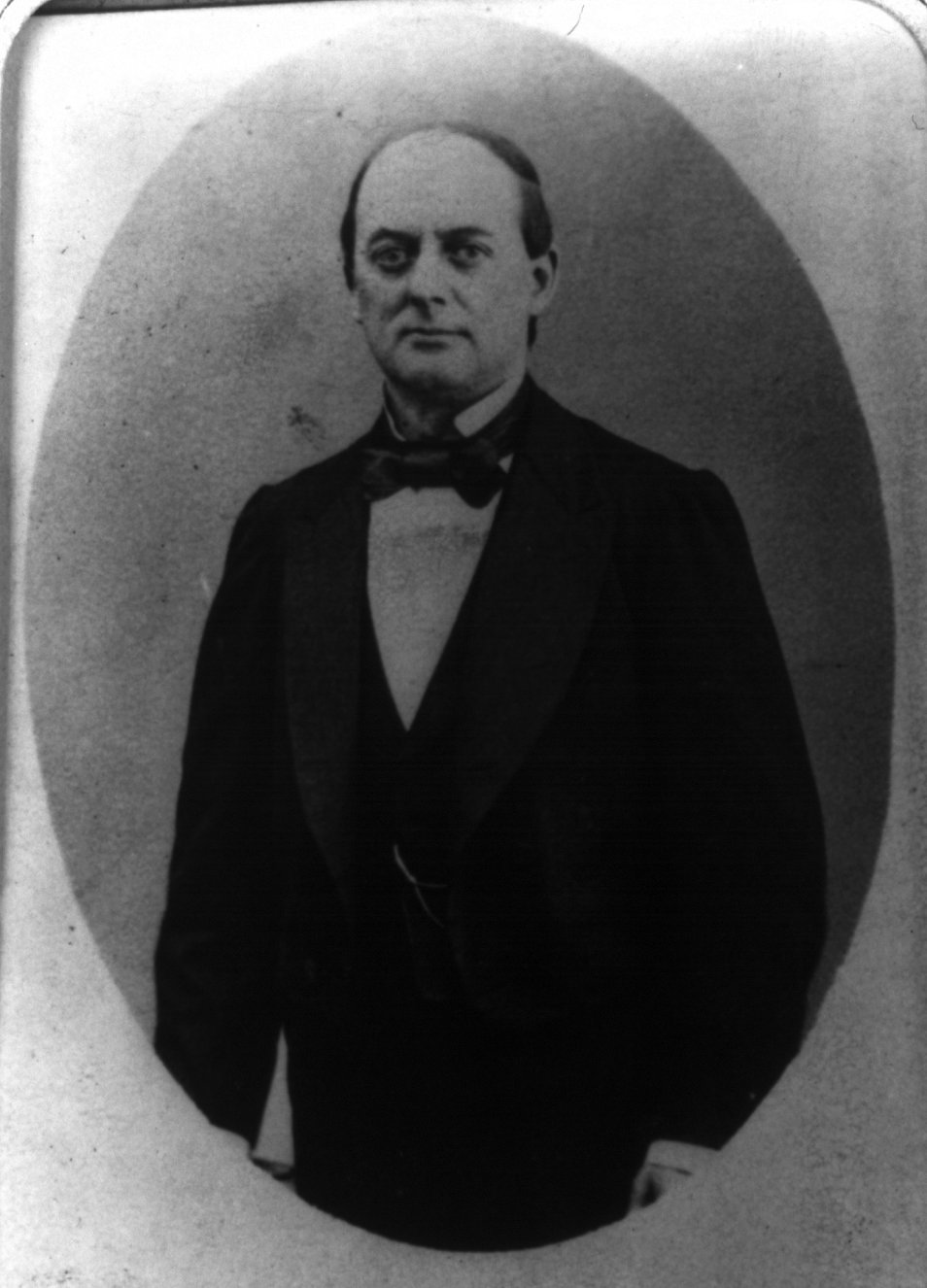
Sebastián Lerdo de Tejada

Sebastián Lerdo de Tejada (* 25. April 1823 in Xalapa; † 21. April 1889 in New York City) war Präsident der Republik Mexiko.
Sebastian Lerdo de Tejada studierte in Puebla und trat 1855 als Mitglied des Obersten Gerichtshofs ins öffentliche Leben.
1857 war er unter dem Präsidenten Ignacio Comonfort drei Monate Ministerpräsident und Minister des Äußern.
1858 wurde er in den Kongress der Union Mexiko und zum Präsidenten desselben gewählt, lehnte den ihm von Benito Juarez angebotenen Ministerposten ab, flüchtete nach dem Sieg der Franzosen bei Puebla 1863 mit der Regierung in den Norden, nahm dann in San Luis Potosí das Ministerium des Äußeren an. Er führte als Anhänger Benito Juarez' ein unstetes Leben, bis dieser siegte.
Auf Lerdos Rat wurde Kaiser Maximilian I. 1867 erschossen. Er war dann unter Juarez' Präsidentschaft Präsident des obersten Gerichtshofs, trat bei der Präsidentenwahl im Sommer 1871 als Kandidat gegen Juarez auf, unterlag zwar, übernahm aber nach dessen Tod (18. Juli 1872) provisorisch und nach seiner fast einstimmigen Wahl am 18. August definitiv die Präsidentschaft. Im Juli 1876 wurde er von neuem zum Präsidenten gewählt, aber schon im November von Porfirio Diaz gestürzt und zur Flucht in die Vereinigten Staaten gezwungen.